# Gaia Vince
Gaia Vince (née en 1973 ou 1974) est une journaliste environnementale britannique indépendante, animatrice et auteure de non-fiction de nationalité britannique et australienne. Elle écrit pour The Guardian et, dans une chronique intitulée Smart Planet, pour BBC Online. Elle était auparavant rédactrice en chef de Nature, et rédactrice en ligne de New Scientist.

## Parcours et récompenses
Ses Aventures dans l'Anthropocène : un voyage au cœur de la planète que nous avons créée ont remporté le prix Winton 2015 de la Royal Society pour les livres scientifiques, faisant d'elle la première femme à remporter ce prix. Le livre traite de l'Anthropocène, l'époque qui commence lorsque les activités humaines ont commencé à avoir un impact global significatif sur les écosystèmes terrestres. Son deuxième livre, Transcendance : Comment les humains ont évolué à travers le feu, le langage, la beauté et le temps, est publié en 2019.
En 2022, elle publie son troisième livre, Nomad Century, dans lequel elle affirme que les décennies à venir verront inévitablement des milliards de personnes migrer en raison du réchauffement climatique. Elle affirme que – avec de bonnes politiques – cette migration peut être une bonne chose à la fois pour les migrants et pour les pays d’accueil qui les accueillent.
Elle écrit et présente une série télévisée en trois parties sur Channel 4, Escape to Costa Rica, diffusée pour la première fois en avril 2017. Tournée au Costa Rica avec son partenaire Nick Pattinson et leurs deux jeunes enfants, la série explore les initiatives environnementales, le sujet des énergies renouvelables et le développement durable du pays.
Elle a, à plusieurs reprises, présenté des éditions du programme Inside Science de la BBC Radio 4.